# Residência Saraiva

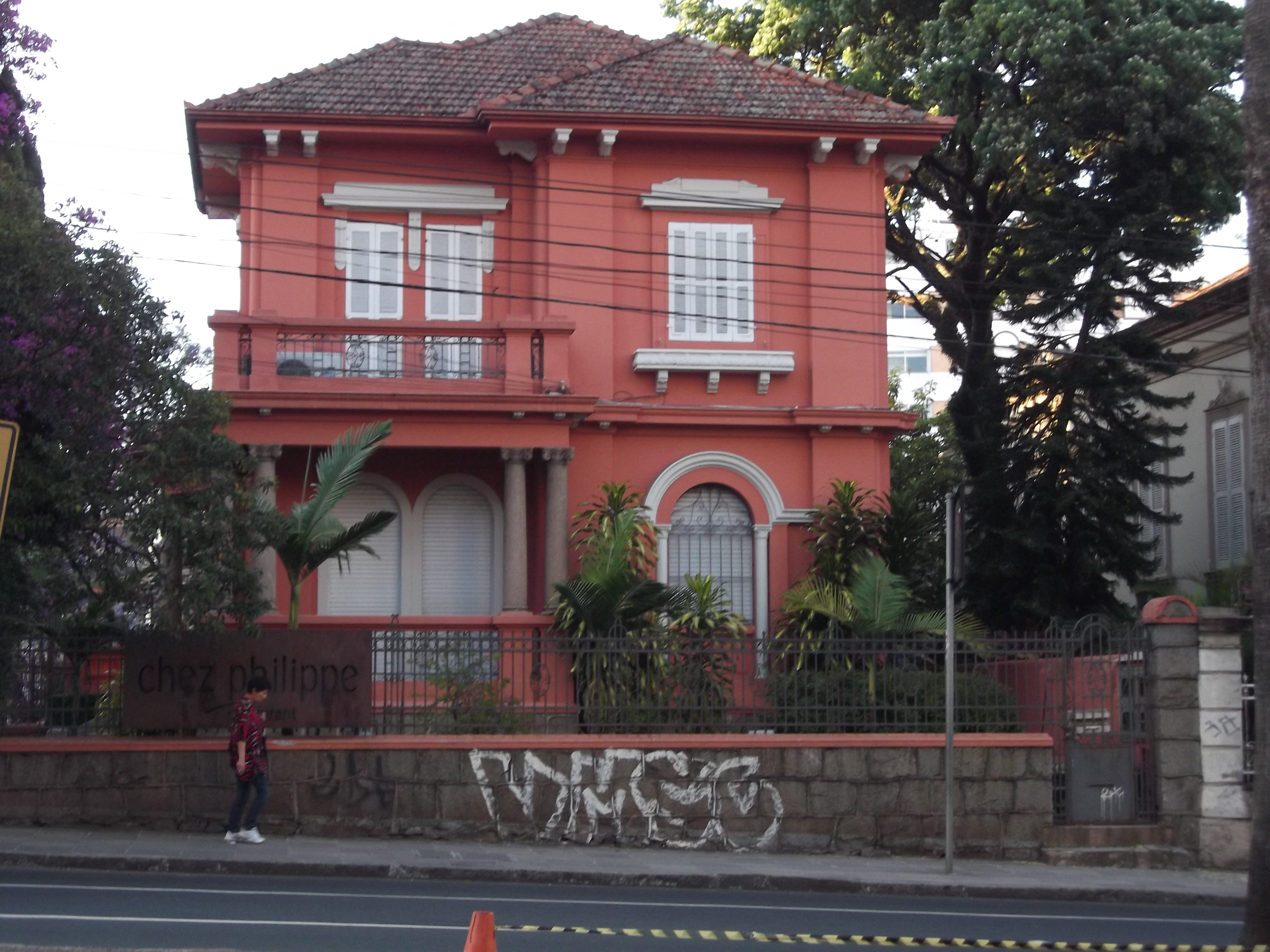
A casa em novembro de 2011.

A Residência Saraiva, localizada na avenida Independência n.° 1005, no bairro Independência, é um prédio histórico localizado na cidade brasileira de Porto Alegre, capital do estado do Rio Grande do Sul. É um dos bens tombados pela prefeitura municipal.
O casarão foi construído no ano de 1926 pela firma Azevedo, Moura e Gertum, a mando de seus proprietários de então, Antônio Cardoso Saraiva e sua esposa, dona Joana Marques Saraiva. A quantia paga à firma foi de 200 contos de réis. A residência fez parte do grande conjunto de moradias que trouxeram prestígio à avenida, sobretudo até a década de 1930. Pertenceu à tradicional família Saraiva até o ano de 1995, quando foi passada para a prefeitura de Porto Alegre, com retransmissão de domínio resolúvel para descendentes dos primeiros donos.
O casarão foi erguido em estilo eclético, em um terreno de esquina, da avenida Independência com a íngreme rua Fernandes Vieira.
Durante anos abrigou um restaurante de culinária francesa, o Chez Philippe.